# Eugen Busmann
Eugen Felix Busmann (* 28. Dezember 1929 in Emsdetten; † 25. Februar 2015 in Wuppertal) war deutscher Bildhauer und Hochschullehrer.

## Leben und Wirken
An der Dombauhütte in Münster (St.-Paulus-Dom) leistete Busmann ab 1947 seine Lehr- und Praxisjahre als Stein- und Bildhauer bis 1952 ab. Anschließend studierte er an der Werkkunstschule Münster bei Kurt Schwippert Angewandte und Freie Plastik (1956–1957 als Meisterschüler). Ab 1957 war Busmann als Dozent für Plastisches Gestalten an der Werkkunstschule Wuppertal tätig und folgte damit Schwippert nach Wuppertal. Die Werkkunstschule ging zunächst 1974 in die Gesamthochschule Wuppertal auf, die seit 2003 den Namen Bergische Universität Wuppertal führt. Bis zur Emeritierung 1995 hatte Busmann an der Universität eine Professorenstelle. Neben der Lehrtätigkeit an der Universität fertigte Busmann freie und auftragsgebundene bildhauerische Arbeiten, sein Schwerpunkt lag dabei auf Säulen und Stelen sowie Kleinplastiken und Plaketten.
Eugen Busmann war über 50 Jahre Mitglied der Bergischen Kunstgenossenschaft (BKG) und des Westdeutschen Künstlerbundes. Seit 1954 beteiligte er sich im In- und Ausland an Einzel- und Gruppenausstellungen.
Busmann lebte in Wuppertal-Ronsdorf.

## Werke
- 1961/00: Mitwirkung an der Gedenktafel für die Opfer des Zweiten Weltkriegs im Barmer Rathaus, die von Kurt Schwippert entworfen wurde.[6]
- 1962/00: Gedenktafeln zur Erinnerung an die Wuppertaler Synagogen, die von Kurt Schwippert entworfen wurden.[7]
- 1966/67: Mitwirkung an dem kunstvollen Aluminiumguss-Eingangsportal am alten Gebäude HC des Campus Haspel (Abriss 2011), das von Guido Jendritzko (1925–2009) entworfen wurde.[8]
- 1967/00: Grabplatte für den Maler und Plastiker Eduard Dollerschell damals auf dem katholischen Friedhof Sonnborn, ab 1982[9] im Niederbergischen Museum in Wülfrath.[3]
- 1967/00: Gedenktafel für die im Zweiten Weltkrieg Gefallenen des Städtischen Gymnasiums Sedanstraße (Zusatztafel zum Ehrenmal von C. J. Mangner von 1921).[3]
- 1971/00: Bronzetafel und Gestaltung der Wilhelm-Vorwerk-Anlage am Höhenweg im Barmer Wald.[3]
- 1973/00: Terrain I. (in der Sammlung von der Heydt)[10]
- 1973/00: Arena I. (in der Sammlung von der Heydt)[10]
- 1980/81: Bronzerelief Kreuzeslandschaft im Forum der St.-Anna-Schule in Elberfeld.[3]
- 1988/00: Reliefbildnis des Firmeninhaber Hermann Quante († 1985) im Eingangsbereich des Entwicklungs- und Fertigungszentrums der Firma Quante an der Uellendahler Straße.[3]

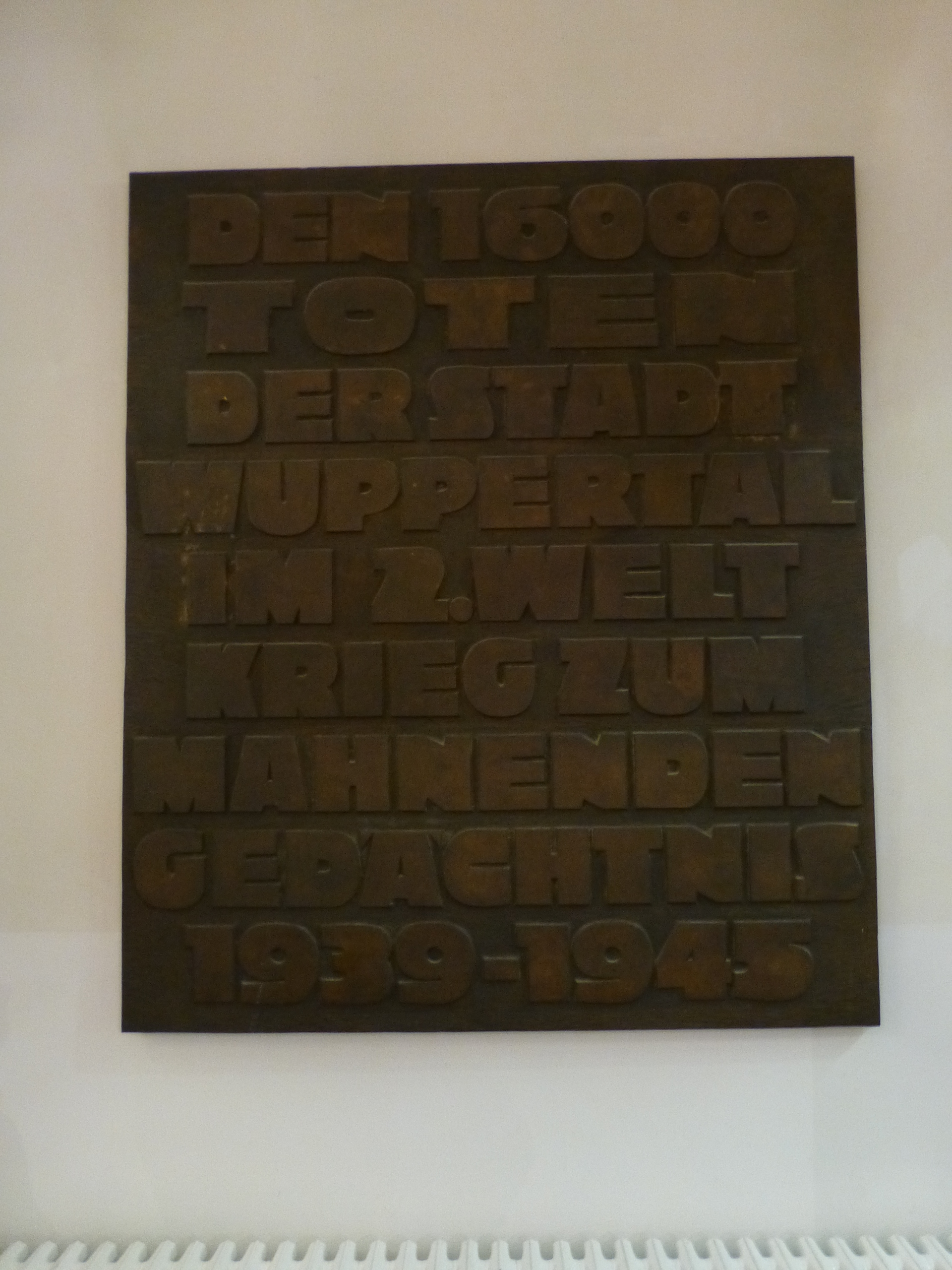
Gedenktafel für die Opfer des Zweiten Weltkriegs im Barmer Rathaus
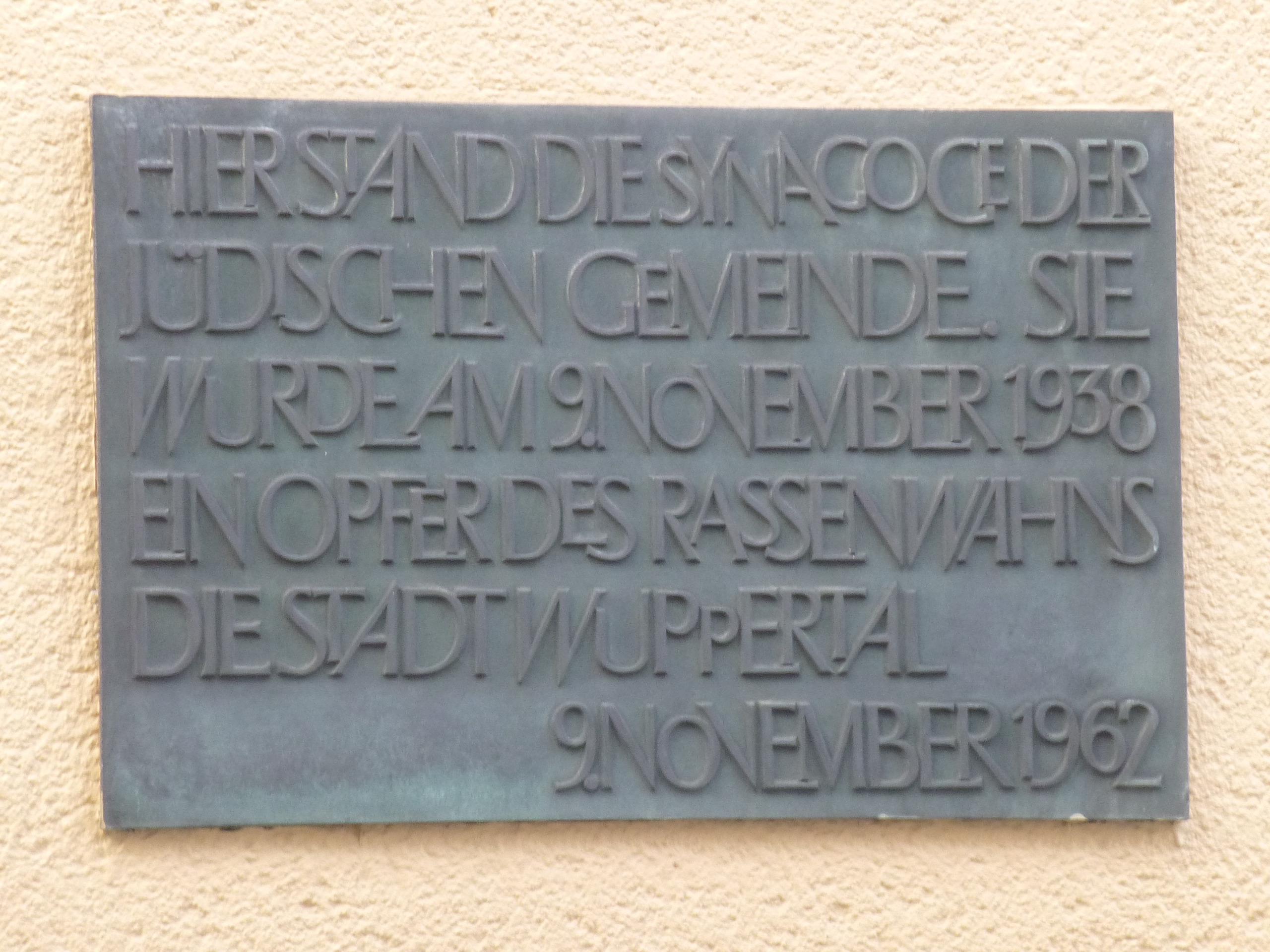
Gedenktafeln zur Erinnerung an die Barmer Synagoge
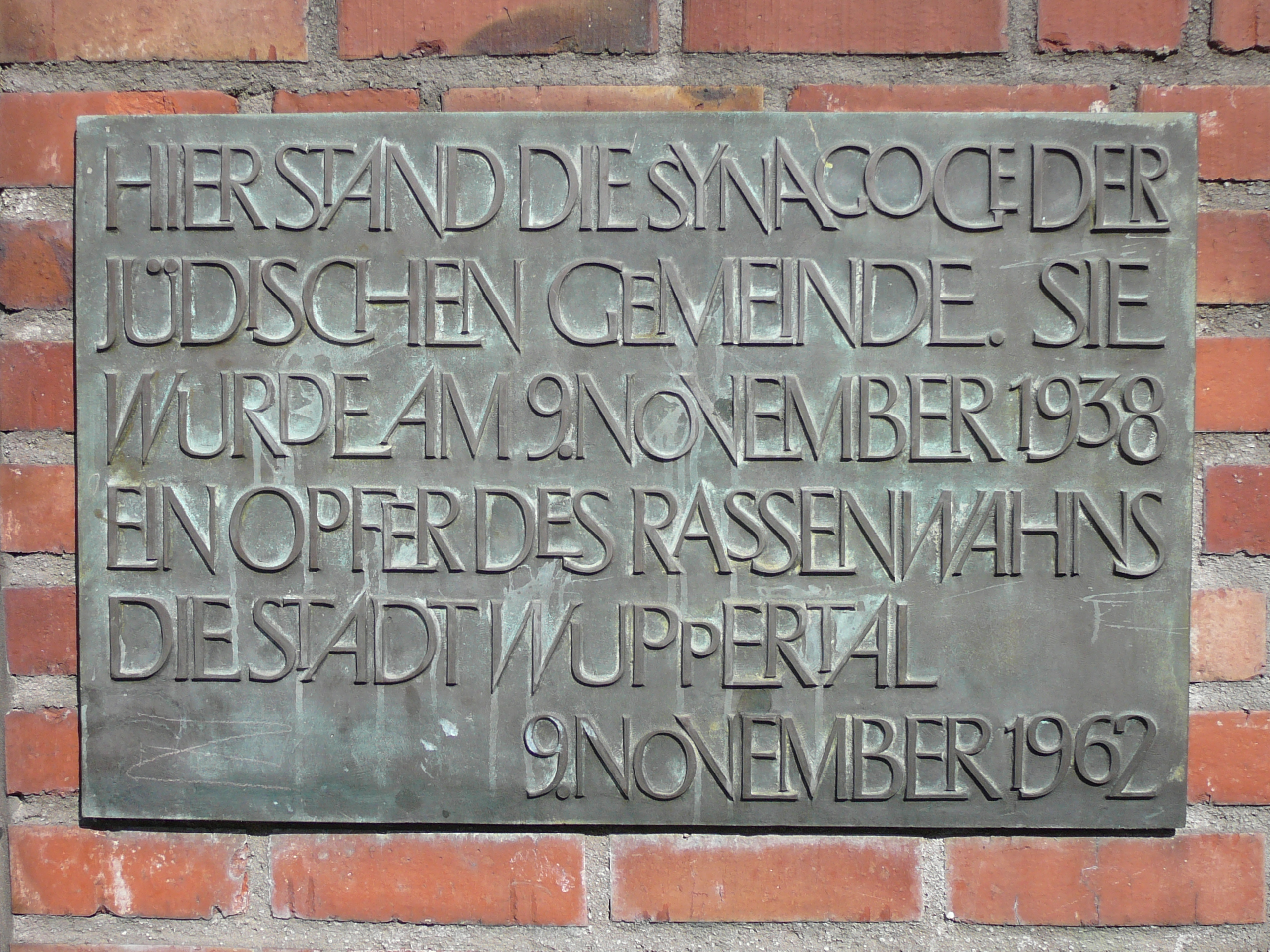
Gedenktafeln zur Erinnerung an die Elberfelder Synagoge
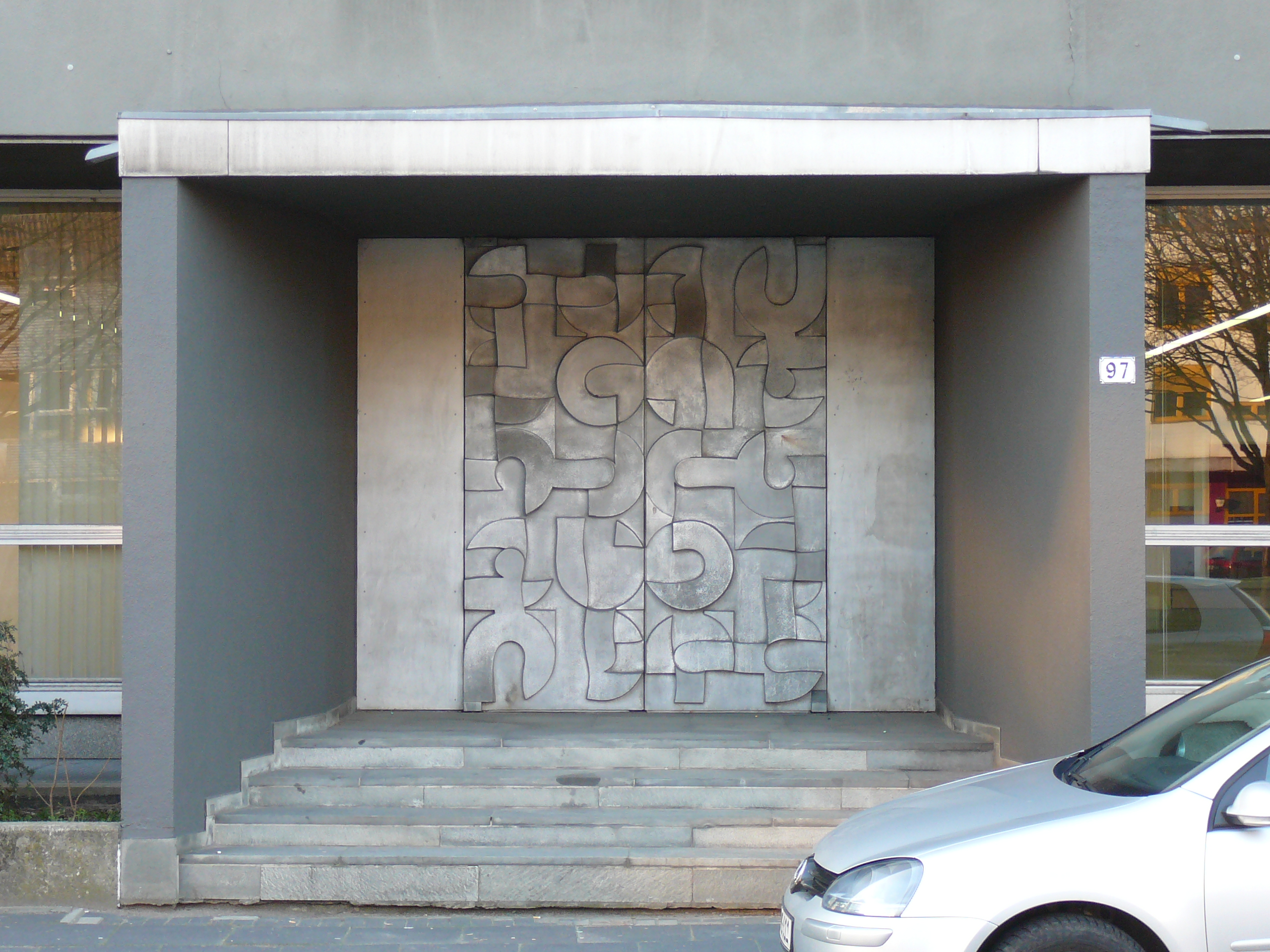
Eingangsportal am Fachbereich Architektur
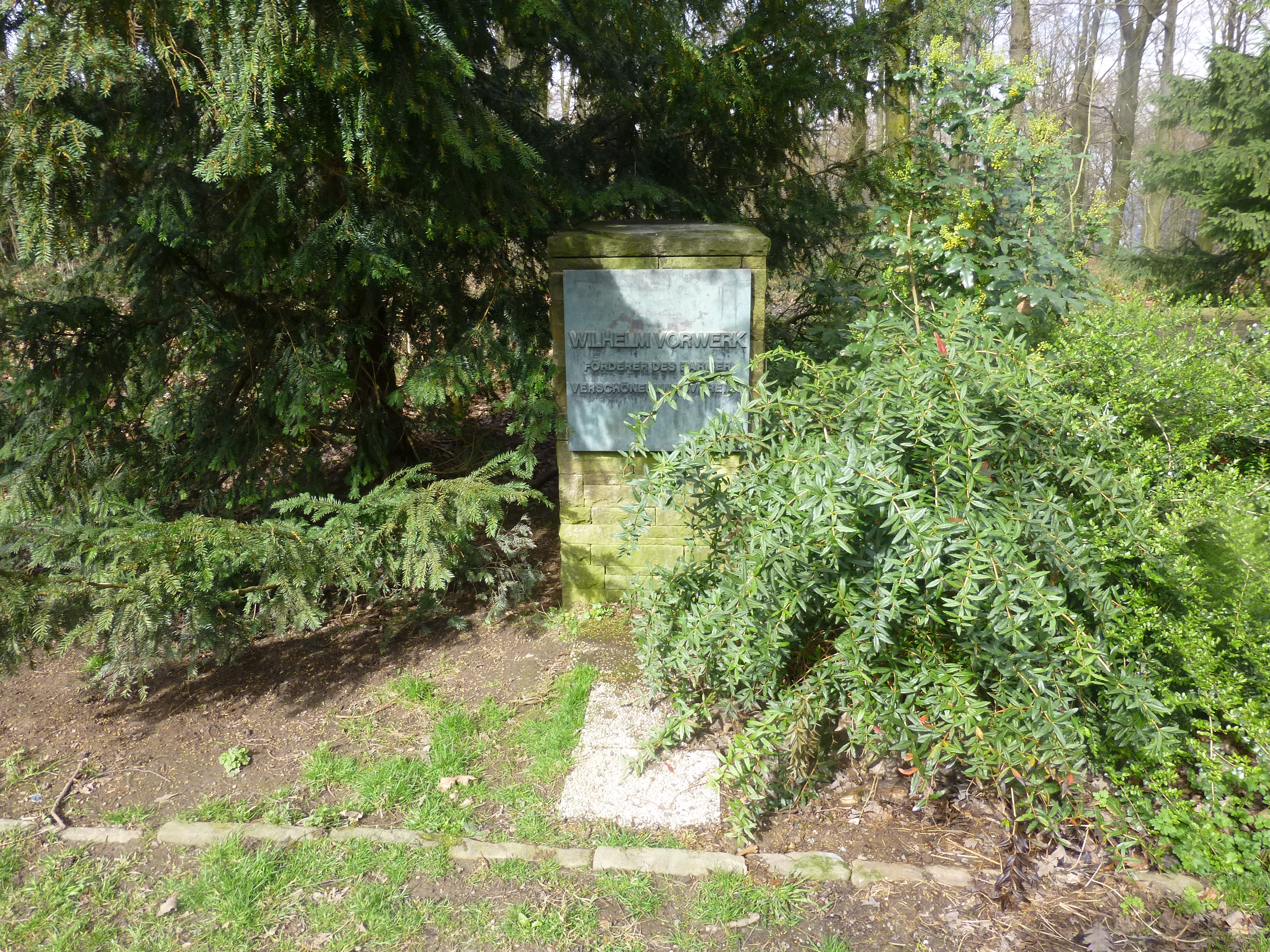
Wilhelm-Vorwerk-Gedenktafel

## Ausstellungen
- 2010: Werkschau im Studio der Bergischen Kunstgenossenschaft (im Kolkmannhaus) aus Anlass seines 80. Geburtstag und 50-jähriger Mitgliedschaft in der BKG (Einzelausstellung)[4]